# Rhoptromyrmex globulinodis
Rhoptromyrmex globulinodis är en myrart som beskrevs av Mayr 1901. Rhoptromyrmex globulinodis ingår i släktet Rhoptromyrmex och familjen myror. Inga underarter finns listade i Catalogue of Life.

## Bildgalleri

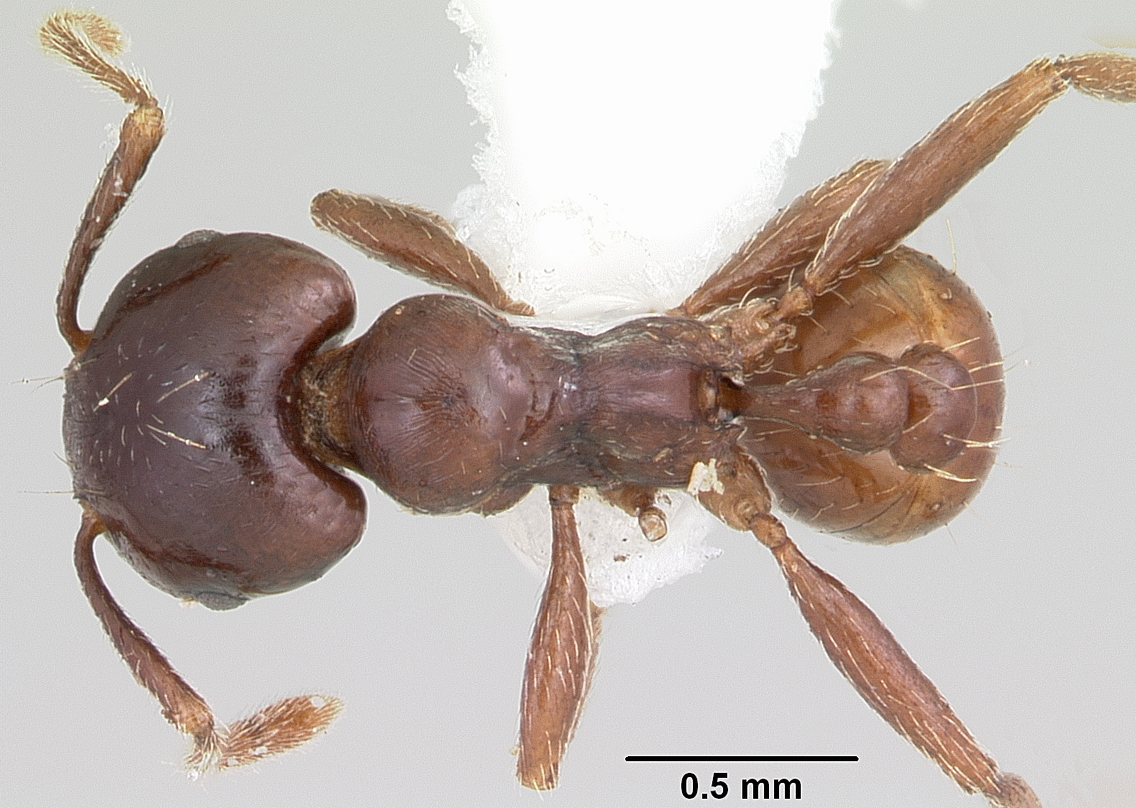
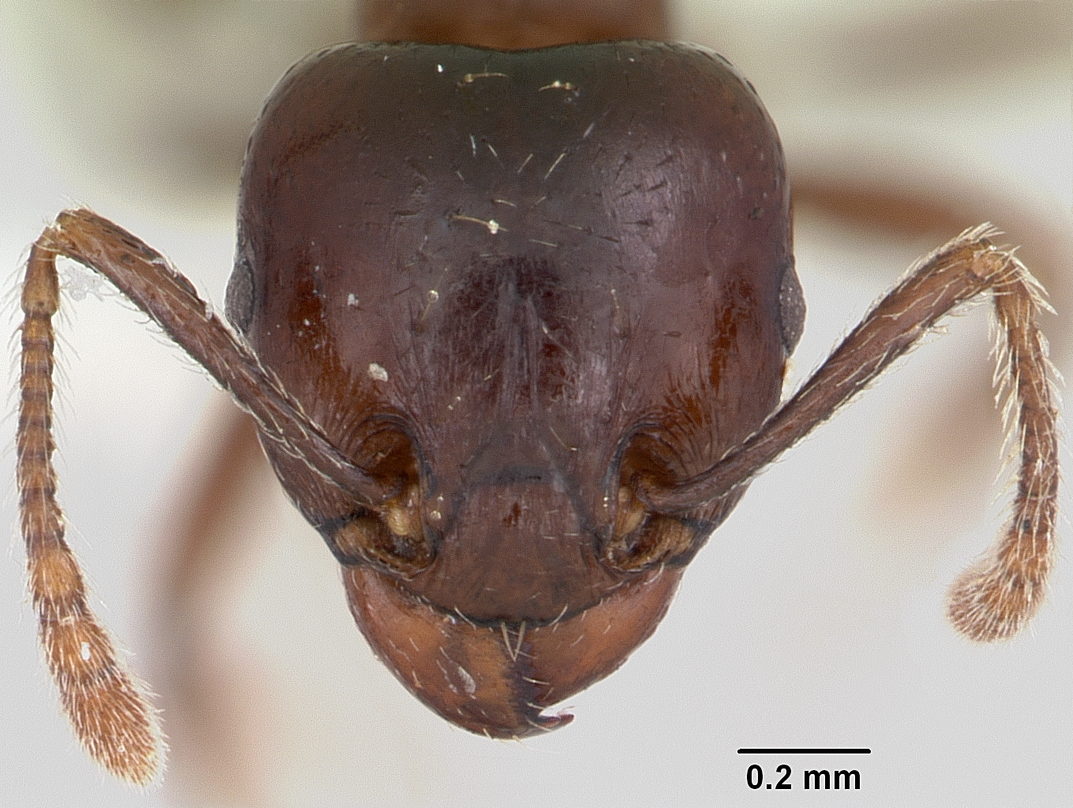
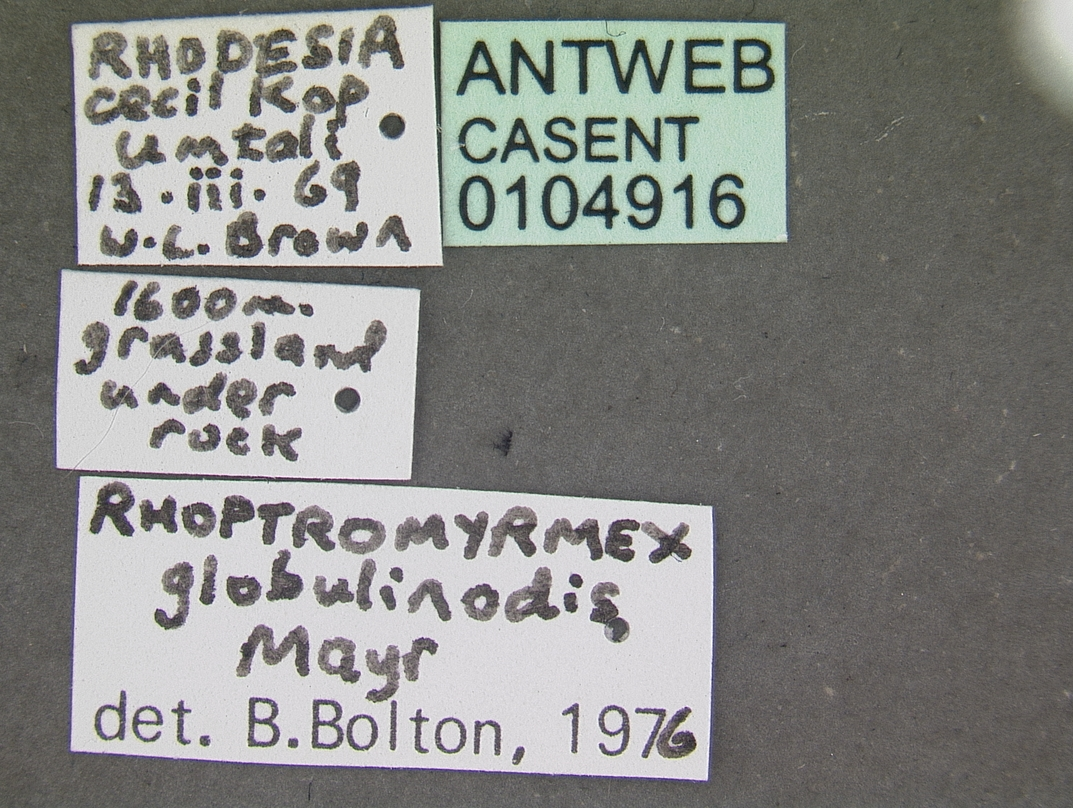
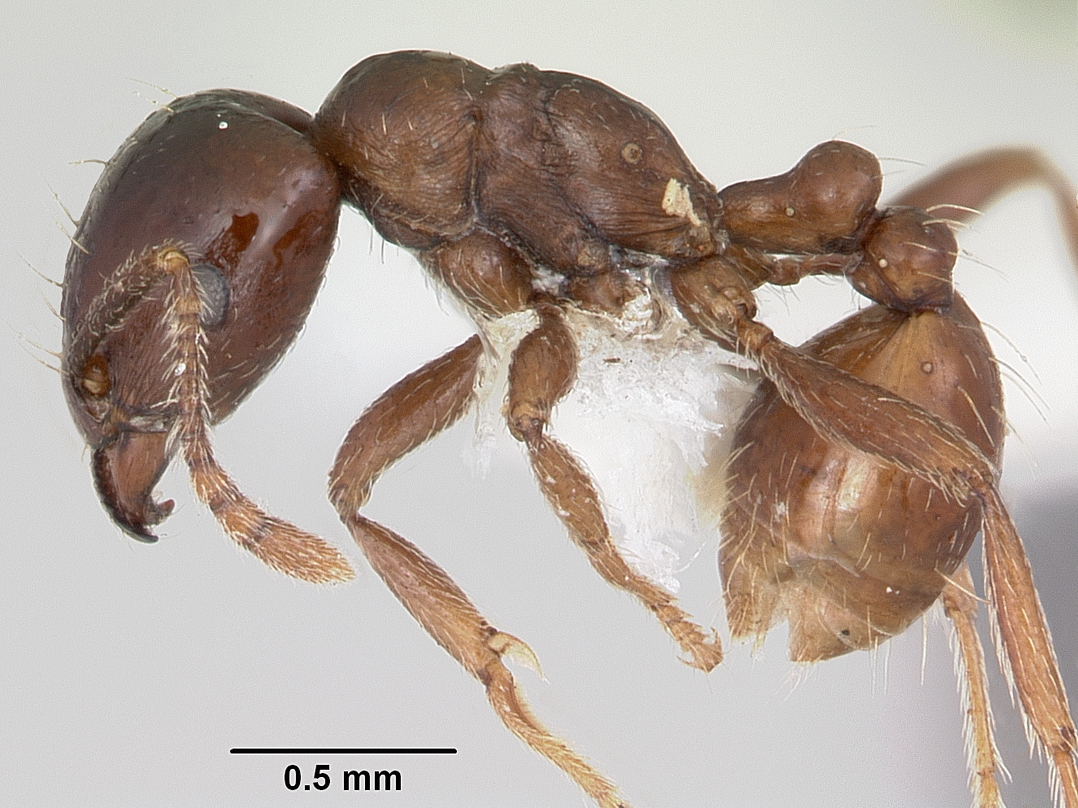